# セム博物館

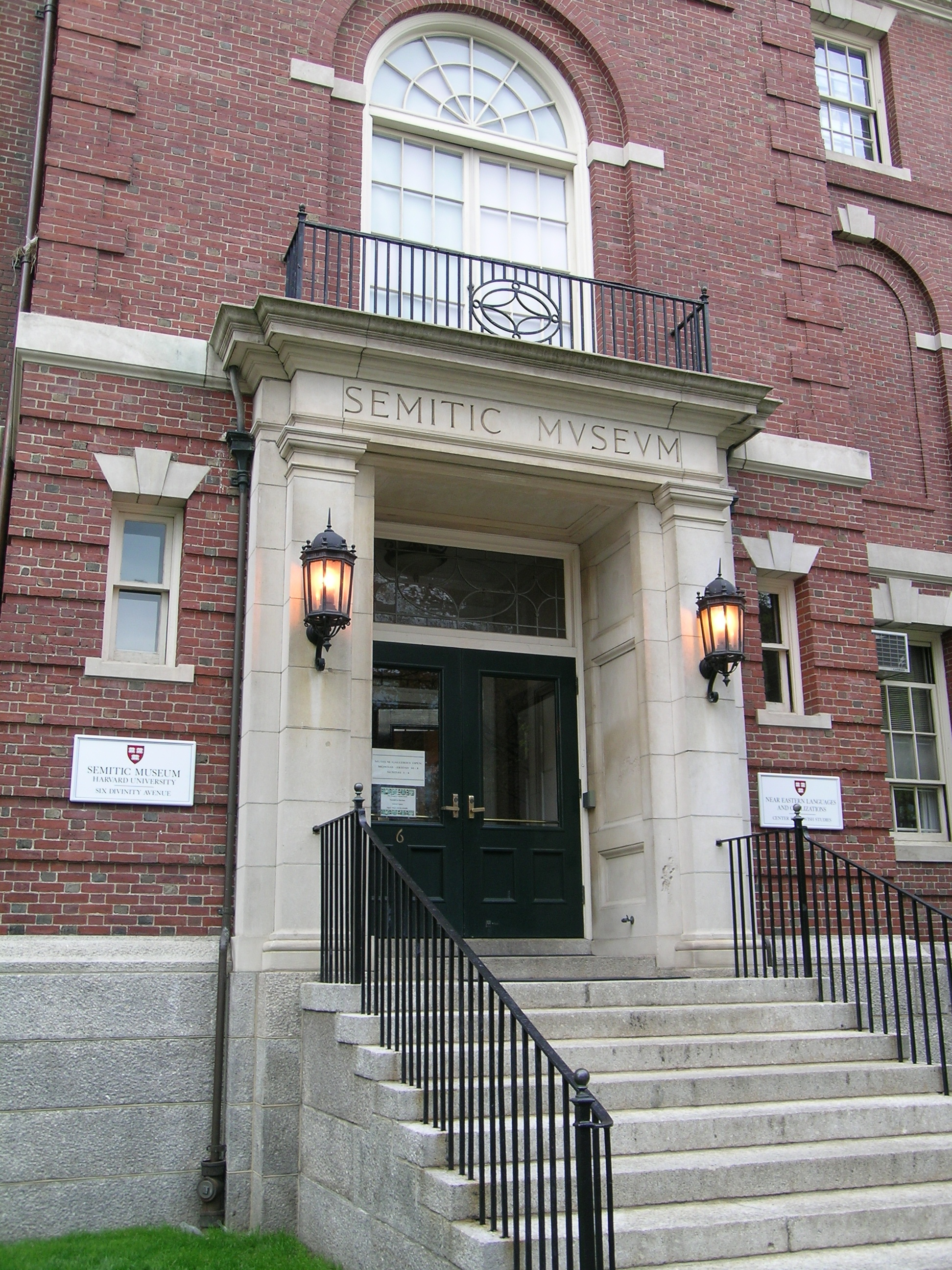
入り口

セム博物館（The Harvard Semitic Museum）は、セムの歴史、文化、考古学を扱うハーバード大学の博物館

## 概要
- 開館：1889年

- 所在地：6 Divinity Avenue, Cambridge, Massachusetts

- 機能：
  - 近東言語・文化学部（Department of Near Eastern Languages and Civilizations）本部
  - 学部図書館
  - 研究資料の所蔵
  - 公共教育機関
  - 考古学調査センター

- 発掘地：
  - サマリア（イスラエル）、ヌツィ（Nuzi、イラク）、Tell el-Khaleifeh（シナイ半島）、ヨルダン、エジプト、キプロス、チュニジアなど

- 所蔵：
  - 陶器、円筒印章、彫刻、貨幣、粘土版、ミイラ、サルコファガス、メルエンプタハ石碑（複製）、鉄器時代イスラエル住居（複製）

- 開園時間：
  - 博物館は毎日午前 11 時から午後 4 時まで開館しています。[1]

## 参照・外部リンク
- Semitic Museum official site
- Department of Near Eastern Languages and Civilizations at Harvard

座標: 北緯42度22分41秒 西経71度06分50秒 / 北緯42.37806度 西経71.11389度